# سسکان ملخی
سسکان ملخی (نام علمی: Locustellidae) نام یک تیره از راسته گنجشک‌سانان است.

## سرده‌ها
- Bradypterus – Megalurid bush warblers
- سسک بیشه سری‌لانکا – Sri Lanka bush warbler
- سسک‌های ملخی بیشه‌ای
- سسک‌های ملخی تالابی
- واش‌مرغ‌های نمادین – typical grassbirds
- Schoenicola – wide-tailed grassbirds (2 گونه; tentatively placed here)
- مرغ درخت‌زار نوارنخودی
- Chaetornis  – واش‌مرغ سبیل‌دار
- سسک‌های زمینی
- Amphilais  – grey emutail
- مرغ‌های درخت‌زار – thicketbirds (5 گونه)
- مرغ درخت‌زار پادراز – long-legged thicketbird